# Alice et le Tiroir secret
Alice et le Tiroir secret (The Witch Tree Symbol, littéralement : Le Signe de l'arbre aux sorcières) est le trente-troisième roman de la série américaine Alice (Nancy Drew en VO) écrit par Caroline Quine, nom de plume collectif de plusieurs auteurs. L'auteur de ce roman est Harriet Adams.
Aux États-Unis, le roman a été publié pour la première fois en 1955 par Grosset & Dunlap, New York. En France, il a paru pour la première fois en 1967 chez Hachette Jeunesse dans la collection « Bibliothèque verte » sous le no 336. Il n'a plus été réédité en France depuis 1980.
Avec ce roman, l'auteur fait découvrir au jeune lecteur la communauté religieuse des Amish, originaire de Suisse, et émigrée aux États-Unis dans l’État de Pennsylvanie. Les membres vivent selon les us et coutumes du XIXe siècle.

## Résumé

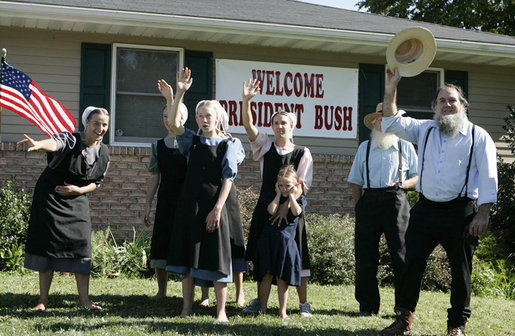
Amish et Mennonites saluant le président Bush.

Remarque : le résumé est basé sur l'édition cartonnée parue en 1967 en langue française.
Alice accompagne Mme Gallow au manoir Loriot faire l'inventaire des meubles d'une parente récemment décédée. Mais tous les meubles ont disparu. Mme Gallow est convaincue que le voleur n'est autre que son cousin, un antiquaire de Pennsylvanie, second héritier dans la succession ; elle demande à Alice d'aller le voir et d'en avoir le cœur net.
James Roy ayant donné son aval, Alice et ses amies Bess et Marion se rendent en voiture au pays de la communauté Amish, dont certains membres croient encore aux sorcières...

## Personnages

### Personnages récurrents
- Alice Roy, dix-huit ans, détective amateur blonde, fille de l'avoué James Roy, orpheline de mère.
- James Roy, avoué[2] de renom, père d'Alice Roy, veuf.
- Bess Taylor, jeune fille blonde et rondelette, une des meilleures amies d'Alice.
- Marion Webb, jeune fille brune et sportive, cousine germaine de Bess Taylor et une des meilleures amies d'Alice.
- Ned Nickerson, jeune homme brun et athlétique, ami et chevalier servant d'Alice, étudiant à l'université d'Emerson.
- Sarah, la fidèle gouvernante des Roy, qui a élevé Alice à la mort de sa mère.
- Togo, petit chien fox-terrier d'Alice.

### Personnages spécifiques à ce roman
- Mme Gallow (Mrs. Tenney en VO).
- Alpha Zimmel (Alpha Zinn en VO), cousin de Mme Gallow, antiquaire.
- M. et Mme Kreutz, couple Amish.
- Manda, fille des Kreutz.
- Mme et M. Glick, tenanciers amish d'une pension de famille.
- Roger Holt (Roger Hoelt en VO)et Mme Holt, couple de malfaiteurs.
- M. Stevenson, commissaire de River City et ami d'Alice.

## Éditions françaises
- 1967 : Alice et le Tiroir secret — Hachette, coll. « Bibliothèque verte » no 336, cartonné (français, version originale). Illustré par Albert Chazelle. Texte français d'Anne Joba. 25 chapitres. 248 p.
- 1979 : Alice et le Tiroir secret — Hachette, coll. « Idéal-Bibliothèque », cartonné (français, version abrégée). Illustré par Daniel Billon.